# I Love Trouble
I Love Trouble (titulada en castellano Me gustan los líos en España y Uno contra otro en Hispanoamérica) es una película cómica estrenada el 29 de junio de 1994 en Estados Unidos y el 30 de septiembre del mismo año en España. Protagonizada por Julia Roberts y Nick Nolte, fue dirigida por Charles Shyer y escrita por Nancy Meyers.

## Argumento
La pareja formada por Peter Brackett y Sabrina Peterson es la encargada de investigar un misterioso accidente de tren que se ha producido en la ciudad de Chicago y que ha causado la muerte de cinco personas, por lo que tendrán que cubrir la noticia pese a que tengan puntos de vista muy diferentes; él es un veterano y cínico reportero y ella es una joven principiante y ambiciosa dispuesta a arriesgar lo que sea por la noticia.
Pero cuando los dos se dan cuenta de que en el accidente de tren que se ha producido hay algo que no encaja y que es siniestro, no les quedará más remedio que unir sus fuerzas para tratar de publicar la noticia, hacer pública la verdad del accidente y sobrevivirlo; pero para ello tendrán que pasar por un montón de disparatadas situaciones.

## Reparto
- Julia Roberts - Sabrina Peterson
- Nick Nolte - Peter Brackett
- Saul Rubinek - Sam Smotherman/Ernesto Vargas
- James Rebhorn - El hombre delgado
- Robert Loggia - Matt Greenfield
- Kelly Rutherford - Kim
- Olympia Dukakis - Jeannie
- Marsha Mason - Senador Gayle Robbins
- Eugene Levy - Justicia de la paz
- Charles Martin Smith - Rick Medwick

## Localizaciones
I Love Trouble se rodó entre el 4 de octubre de 1993 y el 11 de marzo de 1994 en diversas localizaciones de Estados Unidos. Destacando ciudades como Chicago, Las Vegas, Baraboo y Madison, la capital del estado de Wisconsin.

## Recepción crítica y comercial
Según la página de Internet Rotten Tomatoes obtuvo un 17% de comentarios positivos. Destacar el comentario del crítico cinematográfico Rob Thomas:

"Simplemente no hay química entre los dos protagonistas."
Rob Thomas.

Recaudó en Estados Unidos 30 millones de dólares. Sumando las recaudaciones internacionales la cifra asciende a 40 millones. Se desconoce cuál fue el presupuesto invertido en la producción.

## DVD
I Love Trouble no está disponible en España en formato DVD, ya que se encuentra descatalogada. En Estados Unidos salió a la venta el 24 de agosto de 1999, en formato DVD. El disco contiene menús interactivos, acceso directo a escenas y subtítulos en múltiples idiomas.